# La Mort de Spirou
La Mort de Spirou est la cent vingt-septième histoire et le cinquante-sixième tome de la série Spirou et Fantasio. Il marque le retour du monde sous-marin de Korallion-la-Ville-Bulle, dont la dernière apparition dans la série datait de l'épisode Spirou et les Hommes-bulles, sorti en album en 1965.

## Résumé
Le directeur des éditions Dupuis est dans une colère noire car alors qu'il a prévu une fête des 100 ans de Spirou, celui-ci a disparu !
Quelques jours plus tôt Spirou et Fantasio profitent de vacances dans un camping non loin de Champignac-en-Cambrousse. En se rappelant que la fête des 100 ans de Spirou ne va pas tarder, ils décident de rentrer et de passer saluer en chemin le comte de Champignac. Spirou lisant dans la Turbotraction de Fantasio un article de Seccotine étrangement euphorique au sujet de la ville sous-marine de Korallion (cf. Spirou et les Hommes-bulles), apprend que Zorglub en est devenu consultant sous le nom de Buzz Lorg.
Une fois chez le comte, celui-ci leur apprend que Zorglub, déprimé après la faillite de sa base lunaire, a été contraint de prendre un poste salarié dans une grande entreprise, il est depuis injoignable. Intrigués, les deux héros décident d'investiguer sur la ville sous-marine non sans avoir emprunté deux inventions du comte : des champignons dévorant le plastique et une crème créant des bulles d'air artificielles.
Arrivés au Cap-Rose Spirou, Fantasio, et Spip sont aimablement accueillis dans la cité de Korallion à 200 mètres sous la mer par la fille d'Herbert d'Oups, Korallie d'Oups qui leur offre leur séjour.
Après un diner au restaurant panoramique entouré de magnifiques paysages marins, ils gagnent leur chambre et s'endorment rapidement. La nuit, Spip, effrayé par un crabe géant réveille Spirou alors que du personnel de service armé de pistolets à Zorglonde entre dans leur chambre. Grâce aux compétences de combat de Spirou, ceux-ci sont mis rapidement hors service. Spirou et Fantasio s'échappent en pyjama dans les couloirs de Korallion puis suivent une étrange murène lumineuse pour échapper à leurs poursuivants. Ils se retrouvent dans une cuve à déchets alors que Spip se sépare du groupe. Quand la cuve est sur le point de se vidanger en pleine mer, ils utilisent le produit de Champignac leur permettant de respirer sous l'eau et constatent à l'extérieur du complexe que le paysage luxuriant n'est qu'une supercherie projetée sur les murs de la cité tandis que la zone n'est plus qu'un dépotoir envahi par des Limules féroces.
Non loin de l'épave du navire le Discret, Spirou découvre des hommes-bulles en sous-marin s'affairant autour de multiples citernes dégageant une forte chaleur. Leur présence détectée, ils s'échappent en luttant contre un crabe géant puis regagnent la cité par un sas ouvert par Fantasio. Celui-ci suppose que les citernes sont des serveurs sous-marins. C'est alors qu'ils découvrent la Ruche, des milliers de bulles referment des personnes soumises à la zorglonde. Elles vivent dans un monde virtuel où un message parvient aux deux héros : rendez-vous à la bibliothèque. Ils cherchent et y trouvent un livre leur expliquant le fonctionnement des bulles. Il rejoignent alors le centre de contrôle découvrant une bulle refermant Zorglub, le sujet 0. En essayant de stopper le système, Fantasio fait une mauvaise manœuvre et laisse entrer les hommes de Korallion qui finissent par les assommer.
À leur réveil dans leur chambre, Korallie d'Oups leur explique que pour assumer le coût d'entretien de Korallion, elle a utilisé l'invention de Zorglub afin de créer un monde virtuel pour ses clients qui par leurs mouvement génèrent de l’électricité finançant le modèle. Excédé et pensant être dans une bulle, Fantasio casse le mur de la chambre et l'eau s'infiltre immédiatement. Korallie et ses hommes sortent et ferment étanchement la chambre tandis que Fantasio qui profite encore d'une bulle d'air part vers la surface, malheureusement la bulle de Spirou est finie et celui-ci se noie sous les yeux de son ami.
Revenu sur la plage, Fantasio ne veut pas admettre la mort de son ami et part prévenir les clients de Korallion du piège. Mais trempé et en pyjama, il se fait emprisonner au commissariat pendant une nuit. Le lendemain il reprend la Turbotraction pour rejoindre Bruxelles ayant oublié la fête des 100 ans de Spirou. Arrivé toujours en pyjama, il change de vêtement et prend un costume de groom appartenant à Spirou avant d'apprendre sa mort au directeur. Celui-ci parait prendre les choses en mains : lors d'un discours il déclare la fin des aventures de Spirou et le début de celles de Seccotine qui apparait puis demande à Fantasio de devenir son coéquipier. La salle l'applaudit.

## Personnages
- Personnages récurrents
  - Spirou
  - Fantasio
  - Korallie d'Oups
  - Spip
  - Seccotine
  - Zorglub
  - le comte de Champignac

- Personnages importants liés à l'album

- - La rédaction du journal de Spirou : Prunelle et Lebrac, personnages de l'univers de la série Gaston, font plusieurs apparitions comme le directeur des éditions Dupuis au début et à la fin du récit.

## Publication

### Périodique
- L'histoire a été publiée dans le journal Spirou du no 4380 du 23 mars 2022 au no 4386 du 4 mai 2022[1],[2].

### Album
- Édition originale : 57 planches, format normal. Dupuis, 2022 (DL 08/2022)  (ISBN 978-2-8001-7383-2)[3].